# Giulio Maggiore
Giulio Maggiore (Genova, 12 marzo 1998) è un calciatore italiano, centrocampista della Salernitana.

## Caratteristiche tecniche
Dal fisico magro e longilineo, è una mezzala e può essere impiegato all'occorenza sotto la punta o davanti alla difesa. Dal piede educato, destro naturale al quale sa alternare efficacemente e senza difficoltà anche il mancino, dispone di un'ottima visione di gioco e predilige la giocata in verticale. La sua qualità principale è l'intensità con la quale gioca nelle due metà campo, infatti è molto prezioso per la fase difensiva e riesce spesso a inserirsi ed essere pericoloso anche in zona goal. Si distingue anche per la foga agonistica con cui gioca.

## Carriera

### Club

#### Giovanili
Comincia a giocare nelle file dello Spezia, squadra della sua città, all'età di cinque anni, per poi passare al D.L.F Le Giraffe ed in seguito al Canaletto Sepor dove viene impiegato sotto leva nella formazione dei giovanissimi.
Nell'estate del 2012 viene prelevato dal Milan, ma l'avventura in rossonero dura molto poco, infatti, complice anche un infortunio durante il ritiro di Pinzolo, il ragazzo in accordo con il club decide 
decide di firmare nuovamente con la squadra della propria città. Dopo aver fatto tutta la trafila dai giovanissimi agli allievi, si mette in mostra con la Primavera aquilotta, con la quale è già aggregato durante la seconda parte della stagione 2014-2015 collezionando sei presenze in campionato a cui ne vanno aggiunte tre nella fase finale e una presenza al Torneo di Viareggio nel quarto di finale perso contro la Fiorentina. Nel 2015-2016 disputa un ottimo campionato con un bottino finale di ventitré presenze e sei reti, un'apparizione in Coppa Italia Primavera ed infine la consacrazione al Torneo di Viareggio dove contribuisce all'approdo in semifinale della primavera bianca mettendo a segno quattro gol in sei partite disputate.

#### Spezia
Dopo avere firmato il suo primo contratto da professionista l'8 aprile 2016, nell'estate dello stesso anno viene aggregato alla prima squadra guidata da Di Carlo. Fa il suo esordio in Serie B il 20 settembre 2016, a 18 anni, nella trasferta di Trapani, entrando al 35' del secondo tempo. La giornata successiva arriva il suo esordio nello stadio di casa, contro il Novara il 24 settembre, mentre il 13 novembre disputa la sua prima gara da titolare, contro il Bari (1-1). Esordisce in Coppa Italia il 10 gennaio 2017, partendo titolare al San Paolo contro il Napoli (3-1), gara valida per gli ottavi di finale.
Nella stagione successiva migliora rispetto alla precedente sia in termini di presenze (trenta, di cui ventiquattro da titolare) sia in termini di gol realizzati, con tre reti all'attivo, segnate, nell'ordine, contro Pescara, Virtus Entella e Cremonese, risultando decisivo nelle ultime due gare citate in quanto entrambe vinte per uno a zero.
Nel settembre 2018 rinnova il suo contratto con la società aquilotta fino al giugno 2023. Nella sua terza stagione di Serie B realizza la prima rete in campionato il 29 settembre, nella partita casalinga contro il Carpi; con questo gol ha consentito ai liguri di battere il Carpi per la prima volta nella loro storia. Il 1º maggio 2019 realizza la sua prima doppietta nei professionisti, nella trasferta di Palermo (2-2).
Confermato per la quarta stagione di Serie B, il 26 gennaio 2020, in occasione della gara Crotone-Spezia, raggiunge il traguardo delle 100 presenze con la maglia dello Spezia. Il 1º febbraio 2020, nella partita Spezia-Pordenone, corona il sogno di indossare la fascia di capitano. Arrivato terzo in campionato, lo Spezia raggiunge la storica promozione in Serie A tramite la vittoria dei play-off nella finale del 20 agosto contro il Frosinone.
Il 30 settembre 2020, a 22 anni, debutta in Serie A nel successo per 2-0 contro l'Udinese alla seconda giornata di campionato. Segna il suo primo gol in Serie A il 13 febbraio 2021, nella partita interna vinta 2-0 contro il Milan.

#### Salernitana
Il 16 agosto 2022, Maggiore si trasferisce a titolo definitivo alla Salernitana, con cui firma un contratto valido fino al 2026. Esordisce con la squadra nel pareggio 0-0 in trasferta contro l'Udinese. Durante le prime giornate del campionato gioca con abbastanza regolarità finché, in una gara contro il Verona, sarà costretto ad uscire dal campo dopo appena 9 minuti di gioco per via di un infortunio alla coscia. Torna in campo dopo circa un mese, venendo però fermato nuovamente a dicembre da una lesione al quadricipite sinistro. Complici ulteriori acciacchi fisici, termina la sua prima annata totalizzando 16 presenze.
Dopo aver iniziato la stagione 2023-2024 debuttando contro la Roma, subisce un infortunio al soleo che gli farà saltare le successive due gare. Il 7 gennaio 2024 trova la sua prima rete in maglia granata, sbloccando il punteggio nella sconfitta interna contro la Juventus (1-2), dove tra l'altro verrà anche espulso per un fallo ai danni di Adrien Rabiot. Tuttavia, la sua stagione, seppur buona dal punto di vista del rendimento, sarà piuttosto negativa a causa della retrocessione occorsa ai granata dopo una sconfitta esterna per 3-0 contro il Frosinone. Conclude l'annata con 30 presenze e 4 reti. 
Inizia la sua terza stagione in Campania debuttando nel successo casalingo contro il Cittadella. Non convocato per le successive tre gare, viene reintegrato in rosa nel mese di settembre in seguito a un trasferimento saltato al Venezia. Tuttavia, il rendimento del giocatore stenta a decollare e, complici vari infortuni, viene relegato ai margini del progetto. 

#### Bari
Il 3 febbraio 2025 passa in prestito con diritto e obbligo di riscatto al verificarsi di determinate condizioni al Bari, sempre in Serie B. Debutta con la maglia biancorossa il 9 febbraio seguente nella partita persa contro la Juve Stabia per 3-1. Il 22 febbraio seguente segna il suo primo gol con il Bari, che vale la vittoria per 0-1 sul campo del Mantova.

### Nazionale
Viene convocato per la prima volta in assoluto dal CT Tedino nella nazionale Under-16 per uno stage tenutosi a Coverciano dal 7 al 9 gennaio 2013. Convocato in Under-18 dal CT Baronio, fa il suo esordio da titolare nell'amichevole del 13 aprile 2016 contro i pari età della Francia disputatasi allo stadio "Appiani" di Padova. Il 5 maggio seguente viene nuovamente convocato in Under-18 per l'amichevole contro la Romania, salvo poi essere costretto ad abbandonare in anticipo il raduno a causa di una frattura composta del radio. Il 12 gennaio 2017 è convocato in nazionale Under-19 in vista dell'amichevole contro la Spagna.
Nel maggio 2017 rinuncia alla partecipazione al Mondiale Under-20, poi concluso dall'Italia al terzo posto, per potersi dedicare all'esame di maturità.
Il 30 agosto 2019 riceve la prima convocazione nella nazionale Under-21 italiana da parte del CT Paolo Nicolato, risultando essere così il primo calciatore formatosi nel vivaio dello Spezia a essere convocato in Under-21. Fa il suo esordio il 6 settembre successivo, subentrando nella ripresa a Niccolò Zanellato, nell'amichevole vinta per 4-0 contro i pari età della Moldavia. Nel marzo del 2021 viene convocato per la fase a gironi dell'Europeo Under-21. Il 24 marzo, al debutto nell'Europeo segna l'autorete che permette alla Rep. Ceca U-21 di pareggiare contro l'Italia; mentre sei giorni dopo apre le marcature nella vittoria per 4-0 contro la Slovenia U-21.

## Statistiche

### Presenze e reti nei club
Statistiche aggiornate al 13 maggio 2025.
| Stagione           | Squadra            | Campionato         | Campionato | Campionato | Coppe nazionali | Coppe nazionali | Coppe nazionali | Coppe continentali | Coppe continentali | Coppe continentali | Altre coppe | Altre coppe | Altre coppe | Totale | Totale |
| Stagione           | Squadra            | Comp               | Pres       | Reti       | Comp            | Pres            | Reti            | Comp               | Pres               | Reti               | Comp        | Pres        | Reti        | Pres   | Reti   |
| ------------------ | ------------------ | ------------------ | ---------- | ---------- | --------------- | --------------- | --------------- | ------------------ | ------------------ | ------------------ | ----------- | ----------- | ----------- | ------ | ------ |
| 2016-2017          | Spezia             | B                  | 26+1       | 1          | CI              | 1               | 0               | -                  | -                  | -                  | -           | -           | -           | 28     | 1      |
| 2017-2018          | Spezia             | B                  | 30         | 3          | CI              | 0               | 0               | -                  | -                  | -                  | -           | -           | -           | 30     | 3      |
| 2018-2019          | Spezia             | B                  | 22+1       | 4+1        | CI              | 0               | 0               | -                  | -                  | -                  | -           | -           | -           | 23     | 5      |
| 2019-2020          | Spezia             | B                  | 30+4       | 1+1        | CI              | 2               | 0               | -                  | -                  | -                  | -           | -           | -           | 36     | 2      |
| 2020-2021          | Spezia             | A                  | 33         | 3          | CI              | 2               | 2               | -                  | -                  | -                  | -           | -           | -           | 35     | 5      |
| 2021-2022          | Spezia             | A                  | 35         | 2          | CI              | 1               | 0               | -                  | -                  | -                  | -           | -           | -           | 36     | 2      |
| Totale Spezia      | Totale Spezia      | Totale Spezia      | 182        | 16         |                 | 6               | 2               |                    | -                  | -                  |             | -           | -           | 188    | 18     |
| 2022-2023          | Salernitana        | A                  | 16         | 0          | CI              | 0               | 0               | -                  | -                  | -                  | -           | -           | -           | 16     | 0      |
| 2023-2024          | Salernitana        | A                  | 27         | 4          | CI              | 3               | 0               | -                  | -                  | -                  | -           | -           | -           | 30     | 4      |
| 2024-feb. 2025     | Salernitana        | B                  | 12         | 0          | CI              | 2               | 0               | -                  | -                  | -                  | -           | -           | -           | 14     | 0      |
| Totale Salernitana | Totale Salernitana | Totale Salernitana | 55         | 4          |                 | 5               | 0               |                    | -                  | -                  |             | -           | -           | 60     | 4      |
| feb.-giu. 2025     | Bari               | B                  | 13         | 3          | CI              | -               | -               | -                  | -                  | -                  | -           | -           | -           | 13     | 3      |
| Totale carriera    | Totale carriera    | Totale carriera    | 250        | 23         |                 | 11              | 2               |                    | -                  | -                  |             | -           | -           | 261    | 25     |

### Cronologia presenze e reti in nazionale
| Cronologia completa delle presenze e delle reti in nazionale ― Italia under 21 | Cronologia completa delle presenze e delle reti in nazionale ― Italia under 21 | Cronologia completa delle presenze e delle reti in nazionale ― Italia under 21 | Cronologia completa delle presenze e delle reti in nazionale ― Italia under 21 | Cronologia completa delle presenze e delle reti in nazionale ― Italia under 21 | Cronologia completa delle presenze e delle reti in nazionale ― Italia under 21 | Cronologia completa delle presenze e delle reti in nazionale ― Italia under 21 | Cronologia completa delle presenze e delle reti in nazionale ― Italia under 21 |
| Data                                                                           | Città                                                                          | In casa                                                                        | Risultato                                                                      | Ospiti                                                                         | Competizione                                                                   | Reti                                                                           | Note                                                                           |
| ------------------------------------------------------------------------------ | ------------------------------------------------------------------------------ | ------------------------------------------------------------------------------ | ------------------------------------------------------------------------------ | ------------------------------------------------------------------------------ | ------------------------------------------------------------------------------ | ------------------------------------------------------------------------------ | ------------------------------------------------------------------------------ |
| 6-9-2019                                                                       | Catania                                                                        | Italia under 21                                                                | 4 – 0                                                                          | Moldavia under 21                                                              | Amichevole                                                                     | -                                                                              | 46’                                                                            |
| 14-10-2019                                                                     | Erevan                                                                         | Armenia under 21                                                               | 0 – 1                                                                          | Italia under 21                                                                | Qual. Europeo Under-21 2021                                                    | -                                                                              | 64’                                                                            |
| 16-11-2019                                                                     | Ferrara                                                                        | Italia under 21                                                                | 3 – 0                                                                          | Islanda under 21                                                               | Qual. Europeo Under-21 2021                                                    | -                                                                              | 80’                                                                            |
| 19-11-2019                                                                     | Catania                                                                        | Italia under 21                                                                | 6 – 0                                                                          | Armenia under 21                                                               | Qual. Europeo Under-21 2021                                                    | -                                                                              | 83’                                                                            |
| 3-9-2020                                                                       | Lignano Sabbiadoro                                                             | Italia under 21                                                                | 2 – 1                                                                          | Slovenia under 21                                                              | Amichevole                                                                     | -                                                                              | 73’                                                                            |
| 24-3-2021                                                                      | Celje                                                                          | Rep. Ceca under 21                                                             | 1 – 1                                                                          | Italia under 21                                                                | Europeo Under-21 2021 - 1º turno                                               | -                                                                              | 89’                                                                            |
| 30-3-2021                                                                      | Maribor                                                                        | Italia under 21                                                                | 4 – 0                                                                          | Slovenia under 21                                                              | Europeo Under-21 2021 - 1º turno                                               | 1                                                                              |                                                                                |
| 31-5-2021                                                                      | Lubiana                                                                        | Portogallo under 21                                                            | 5 – 3 dts                                                                      | Italia under 21                                                                | Europeo Under-21 2021 - Quarti di finale                                       | -                                                                              | 75’                                                                            |
| Totale                                                                         |                                                                                | Presenze                                                                       | 8                                                                              |                                                                                | Reti                                                                           | 1                                                                              |                                                                                |